# Yves Montand chante…
Albums de Yves Montand
Montand chante Paris
Yves Montand chante… est le premier album d'Yves Montand publié en 1952 par Odeon. 
Il est paru au format LP 25 cm en enregistrement mono. Il a été arrangé probablement par Bob Castella et Henri Crolla, fidèles compagnons de scène d'Yves Montand. L'indexation détaillée des titres de l'album est suivie ici d'un historique de publication des titres en petit format (EP 45) entre 1949 et 1952.

## Édition originale de1952
Ce premier disque LP est important. Yves Montand connait à cette époque le succès et triomphe au Théâtre de l'Étoile dans un récital de 22 chansons et 2 poèmes. 
La maison de disques Odeon le produit depuis ses débuts en 1945. Elle a acquis avec lui une solide réputation de dénicheur de talents. Parmi leur catalogue d'artistes de chanson, de cabaret et de music-hall, Yves Montand est très certainement la vedette montante qui a le plus de succès. Plusieurs publications en format EP 78 figurent régulièrement parmi les meilleures ventes de cette période 1945-1952.
En 1952, Odeon qui vient d'acquérir la technique d'enregistrement et de pressage pour les albums, se lance donc dans l'aventure du LP 25 cm avec une toute nouvelle série OS. Les enjeux financiers et musicaux étant importants, les managers de l'époque choisissent de ne pas prendre de risques inconsidérés. Ils misent donc logiquement sur le succès d'Yves Montand en compilant pour la première fois des titres plébiscités par son public afin d'en faire un album.
Active jusqu'en 1963, la série OS d'Odeon comptera 273 albums publiés dont plus d'une dizaine pour Yves Montand.

### Style de l'album
- chanson française, poèmes mis en musique, valse, swing, jazz.

### Informations générales du LP original
Cet album rassemble ainsi des chansons publiées entre 1949 et 1951, qui ont déjà connu le succès. On trouve ainsi les premières versions studio des titres Les feuilles mortes, Les grands boulevards, Une demoiselle sur une balançoire, Rue Lepic et le Grand prix du disque l'Académie Charles-Cros 1950 : Barbara…
Ce disque LP d'une durée de 28:15 pour 10 titres compilés issus d'enregistrements "studio" se décompose comme suit :
- Face "A" - 13.19 (5 titres enregistrés en studio)
- Face "B" - 14.56 (5 titres enregistrés en studio)

### Personnel et enregistrement
- Chronologie des enregistrements en studio :
  - Le titre B1 a été enregistré début mai 1949[3].
  - Le titre B5 a été enregistré le 16 juin 1949.
  - Le titre B2 a été enregistré en novembre ou décembre 1949[3] mais ne sort en EP 78 qu'en 1950.
  - Le titre A2 a été enregistré le 28 décembre 1949.
  - Le titre A4 a été enregistré entre fin janvier et courant février 1951[3].
  - Le titre B4 a été enregistré en mars 1951.
  - Les titres A1, A3 ont été enregistrés en mars 1951[3].
  - Le titre B3 a été enregistré le 4 avril 1951.
  - Le titre A5 a été enregistré en avril 1951[3].

- Avec le personnel de Bob Castella et son orchestre[3] (parfois intitulé Bob Castella et ses Rythmes)
  - Bob Castella : piano, direction d'orchestre
  - Freddy Balta : accordéon
  - Hubert Rostaing : clarinette
  - Henri Crolla : guitare
  - Emmanuel Soudieux : contrebasse
  - Roger Paraboschi : batterie, percussions

et sous réserve d'éléments de validation :
- - Claude Normand : orgue sur le titre Les feuilles mortes[3] (non crédité)
  - Claude Gousset : trombone[3]

- Production et son

### Indexation détaillée des titres
| Année de sortie | Titres indexés Face "A" / Face "B" | Durée de la piste | Auteur(s) ("P" : Paroles) ("M" : Musique)           | Arrangeur    | Éléments complémentaires Références discographiques                     |
| --------------- | --- | ----------------- | --------------------------------------------------- | ------------ | ----------------------------------------------------------------------- |
| 1952            | A1. Rue Lepic (version 1951) | 2.36              | (P) Pierre Jacob (M) Michel Emer                    | Bob Castella | LP 33 Odeon Odeon – OS 1001 Accompagné par Bob Castella & son orchestre |
| 1952            | A2. Amour, mon cher amour (version 1950) chanson utilisée postérieurement pour la bande originale du film Mort en fraude de Marcel Camus en 1957. | 3.02              | (P) Jean Rougeul (M) Henri Crolla & Claude Laurence | Bob Castella | (Odeon – OS 1001) Accompagné par Bob Castella & son orchestre           |
| 1952            | A3. Les mômes de mon quartier (version 1951) | 2.53              | (P) Jean Cosmos (M) Bob Castella                    | Bob Castella | (Odeon – OS 1001) Accompagné par Bob Castella & son orchestre           |
| 1952            | A4. C'est à l'aube (version 1951) | 2.21              | (P) Flavien Monod (M) Michel Philippe-Gérard        | Bob Castella | (Odeon – OS 1001) Accompagné par Bob Castella & son orchestre           |
| 1952            | A5. Grands boulevards (version 1951) | 2.27              | (P) Jacques Plante (M) Norbert Glanzberg            | Bob Castella | (Odeon – OS 1001) Accompagné par Bob Castella & son orchestre           |
| 1952            | B1. Les feuilles mortes (1re version studio 1949)                                                                                                 | 3.16              | (P) Jacques Prévert (M) Joseph Kosma                | Bob Castella | (Odeon – OS 1001) Accompagné par Claude Normand à l'orgue               |
| 1952            | B2. Dis-moi, Jo (version 1951) | 3.11              | (P) Jean Cosmos (M) Henri Crolla                    | Bob Castella | (Odeon – OS 1001) Accompagné par Bob Castella & son orchestre           |
| 1952            | B3. Une demoiselle sur une balançoire (version 1951)                                                                                              | 3.13              | (P) Jean Nohain (M) Mireille                        | Bob Castella | (Odeon – OS 1001) Accompagné par Bob Castella & son orchestre           |
| 1952            | B4. Actualités (version 1951) | 2.40              | (P) Albert Vidalie (M) Stéphane Golmann             | Bob Castella | (Odeon – OS 1001) Accompagné par Bob Castella & son orchestre           |
| 1952            | B5. Barbara (1re version studio 1949 primée Grand Prix du disque de l'Académie Charles-Cros 1950)                                                 | 2.36              | (P) Jacques Prévert (M) Joseph Kosma                | Bob Castella | (Odeon – OS 1001) Accompagné par Bob Castella & son orchestre           |

## Historique de publication des titres en petit format (EP 45)
- 1949 : 
  - A1. Les feuilles mortes / B1. Et la fête continue (uniquement face A en B1 de l'album) ∫ Disque EP 78 Odeon - Odeon 282 066[6].
  - A1. Barbara / B1. Le Peintre la Pomme et Picasso (uniquement face A en B5 de l'album) ∫ Disque EP 78 Odeon - Odeon 282 067[7].
- 1950 : 
  - A1. Ma prairie / B1. Amour, mon cher amour (uniquement face B A2 de l'album) ∫ Disque EP 78 Odeon - Odeon 282 155[8].
- 1951 : 
  - A1. Les mômes de mon quartier / B1. Dis-moi, Jo (titres respectivement A3 et B2 de l'album) ∫ Disque EP 78 Odeon - Odeon 282 308[9].
  - A1. Le gamin de Paris / B1. C'est à l'aube (uniquement face B en A4 de l'album) ∫ Disque EP 78 Odeon - Odeon 282 366[10].
  - A1. Une demoiselle sur une balançoire / B1. Actualités (titres respectivement B3 et B4 de l'album) ∫ Disque EP 78 Odeon - Odeon 282 418[11].
  - A1. Grands boulevards / B1. Rue Lepic (titres respectivement A5 et A1 de l'album) ∫ Disque EP 78 Odeon - Odeon 282 419[12].

Seuls, les titres Ma prairie et Et la fête continue ne figurent pas sur le premier LP.

## Rééditions au format "disque EP / LP" et "compact-disc CD"
Rééditions et versions "export" LP
Rééditions en version CD remasterisé.
- 1999 : Intégrale 1949 - 1953 : Sensationnel (Volume 2) (réédition chronologique partielle de l'album) ∫ Double CD Fremeaux et Associés - Fremeaux FA5109[13].
- 2001 : Intégrale 1945 - 1949 : Et la fête continue (Volume 1) (réédition chronologique partielle de l'album) ∫ Double CD Fremeaux et Associés - Fremeaux FA5199[14].

## Succès
- Le titre Une demoiselle sur une balançoire a été classée 8e au Hit parade de l'année 1950[15].
- Le titre Barbara figurant sur l'EP 78 Odeon - 282 067 a été élu Grand prix du disque l'Académie Charles-Cros[16] en 1950.